# Malasigalphus roa
Malasigalphus roa är en stekelart som beskrevs av Michael J. Sharkey 2008. Malasigalphus roa ingår i släktet Malasigalphus och familjen bracksteklar. Inga underarter finns listade i Catalogue of Life.